# Norwegian Jade
Norwegian Jade (wcześniej Pride of Hawaii) – statek pasażerski należący do floty Norwegian Cruise Line. Został zbudowany w stoczni Meyer Werft w Papenburg, Niemcy. Został przekazany inwestorowi 19 kwietnia 2006. Statek kosztował ponad 500 milionów dolarów i w tamtym czasie był to największy i najdroższy statek pływający pod banderą USA.
Statek zgodnie z planem rozpoczął rejsy pomiędzy wyspami archipelagu Hawaje, jednak nagły wzrost konkurencji i spadek cen rejsów na tamtejszym rynku, powodował znaczące straty operacyjne dla firmy. Z powodu strat, 11 kwietnia 2007 armator zdecydował o przeniesieniu statku na rynek europejski. Ostatni rejs na Hawajach zakończył się 4 lutego 2007 po czym statek wyruszył w rejs do Europy. Zmieniono załogę, częściowo wystrój, banderę, oraz nazwę na Norwegian Jade. Zainstalowano również kasyno.

## Trasy rejsów
W 2014 Statek najczęściej wypływa w tygodniowe rejsy z Wenecji lub z Rzymu (port Civitavecchia), odwiedzając porty w Grecji i w Turcji.
W listopadzie 2015, NCL Jade opuszcza Europę i wraca do Ameryki. Jade będzie wypływał w rejsy z Houston odwiedzając Cozumel w Meksyku, Roatán, Bay Islands w Hondurasie i Harvest Caye w Belize.

## Galeria

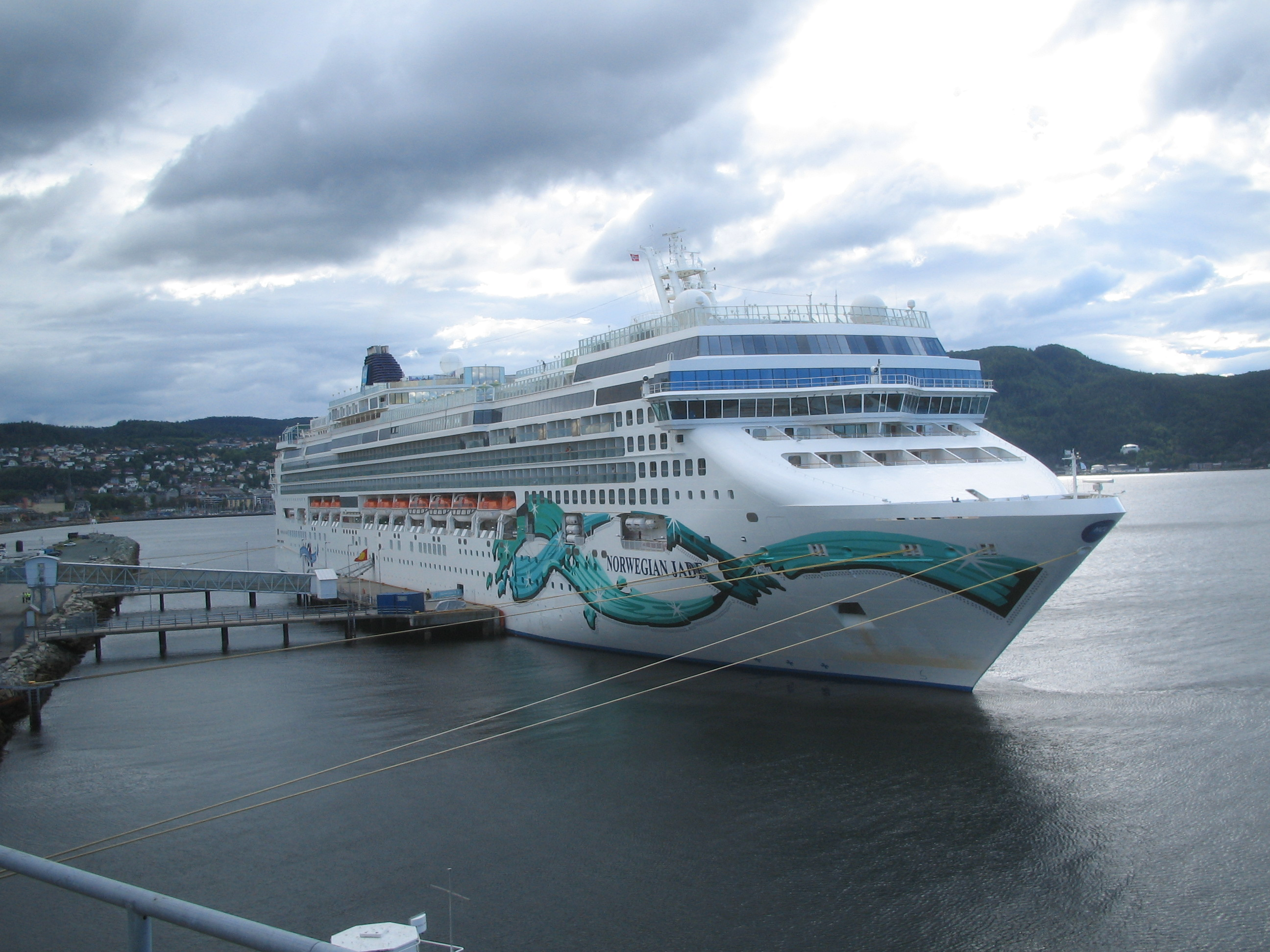
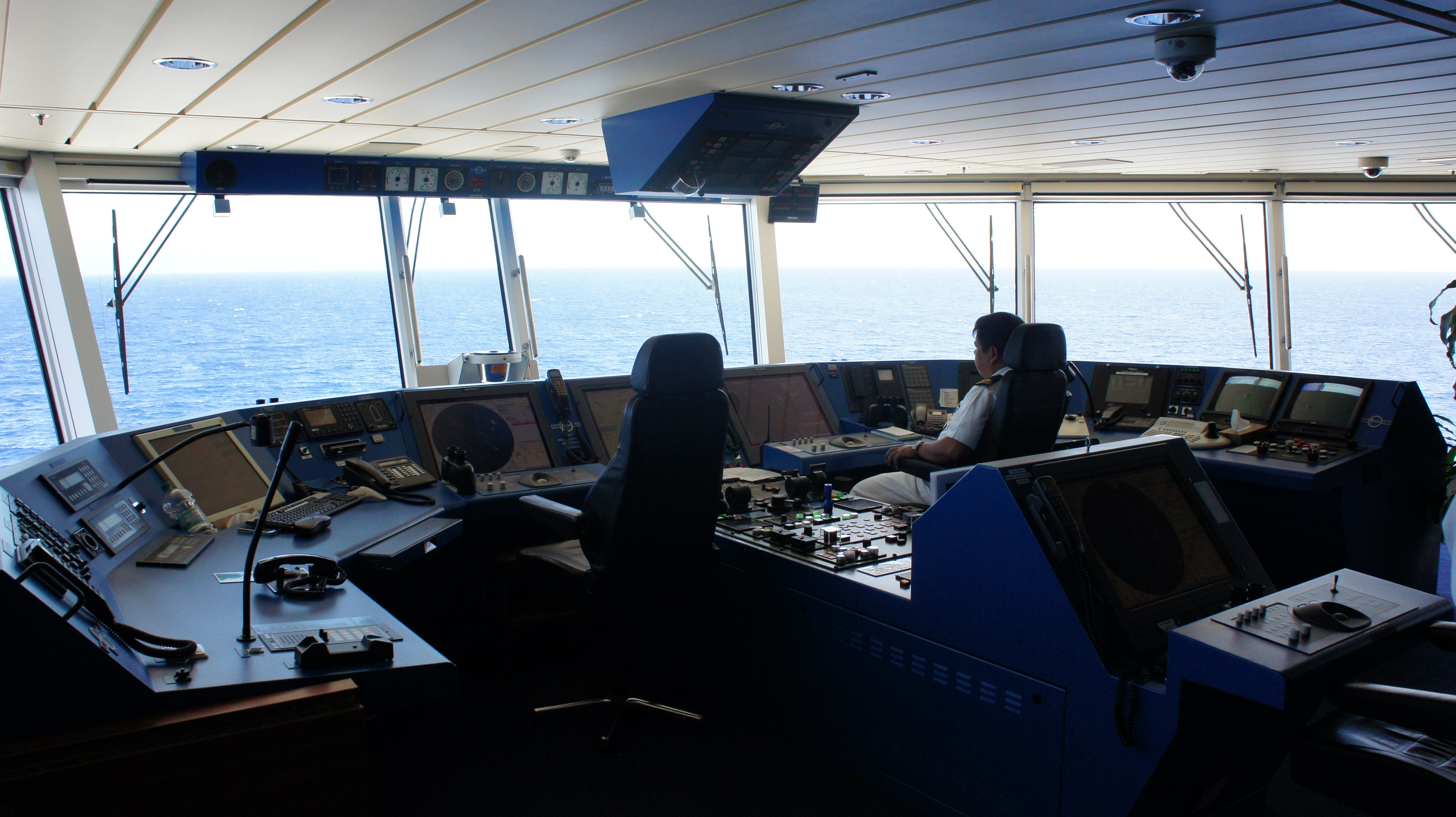
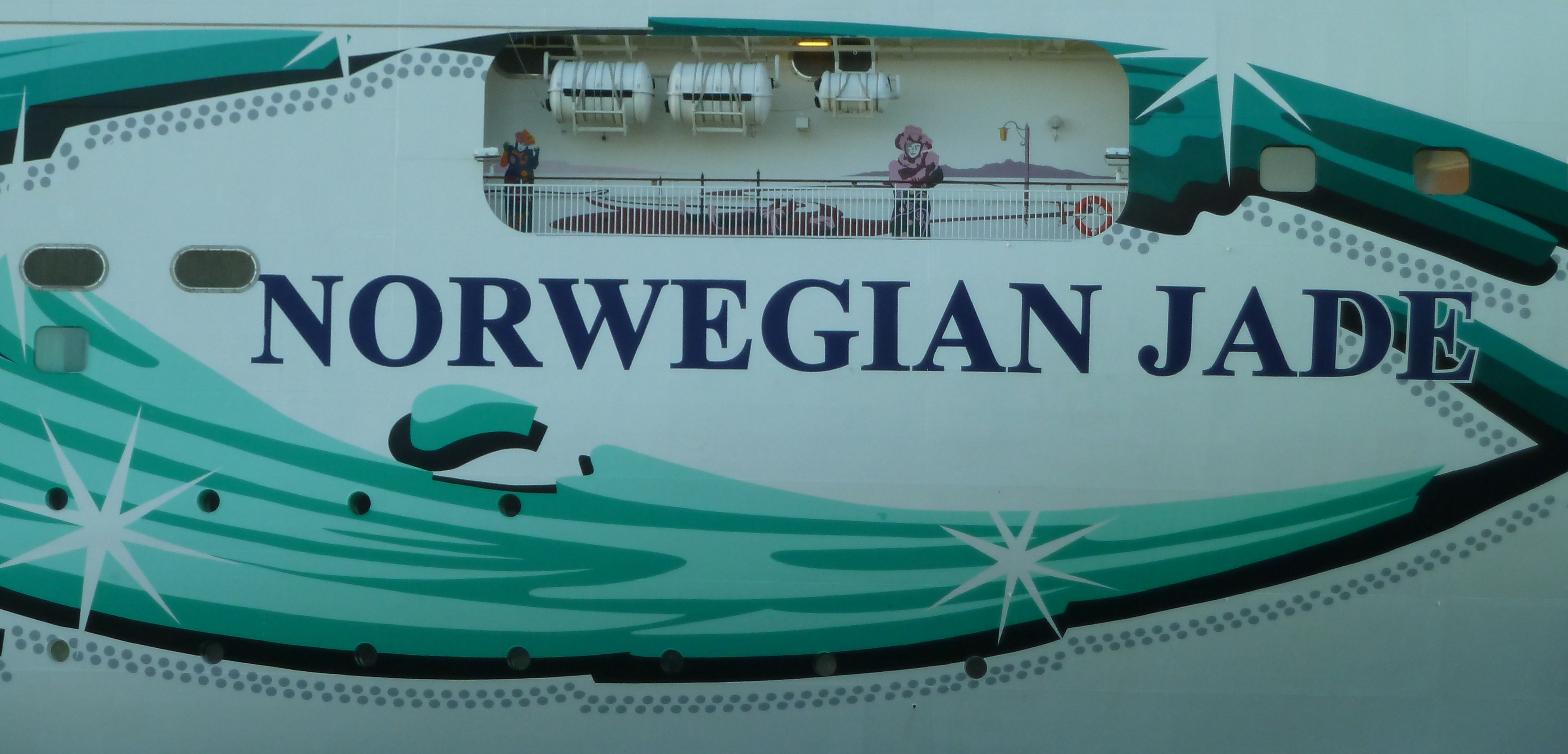
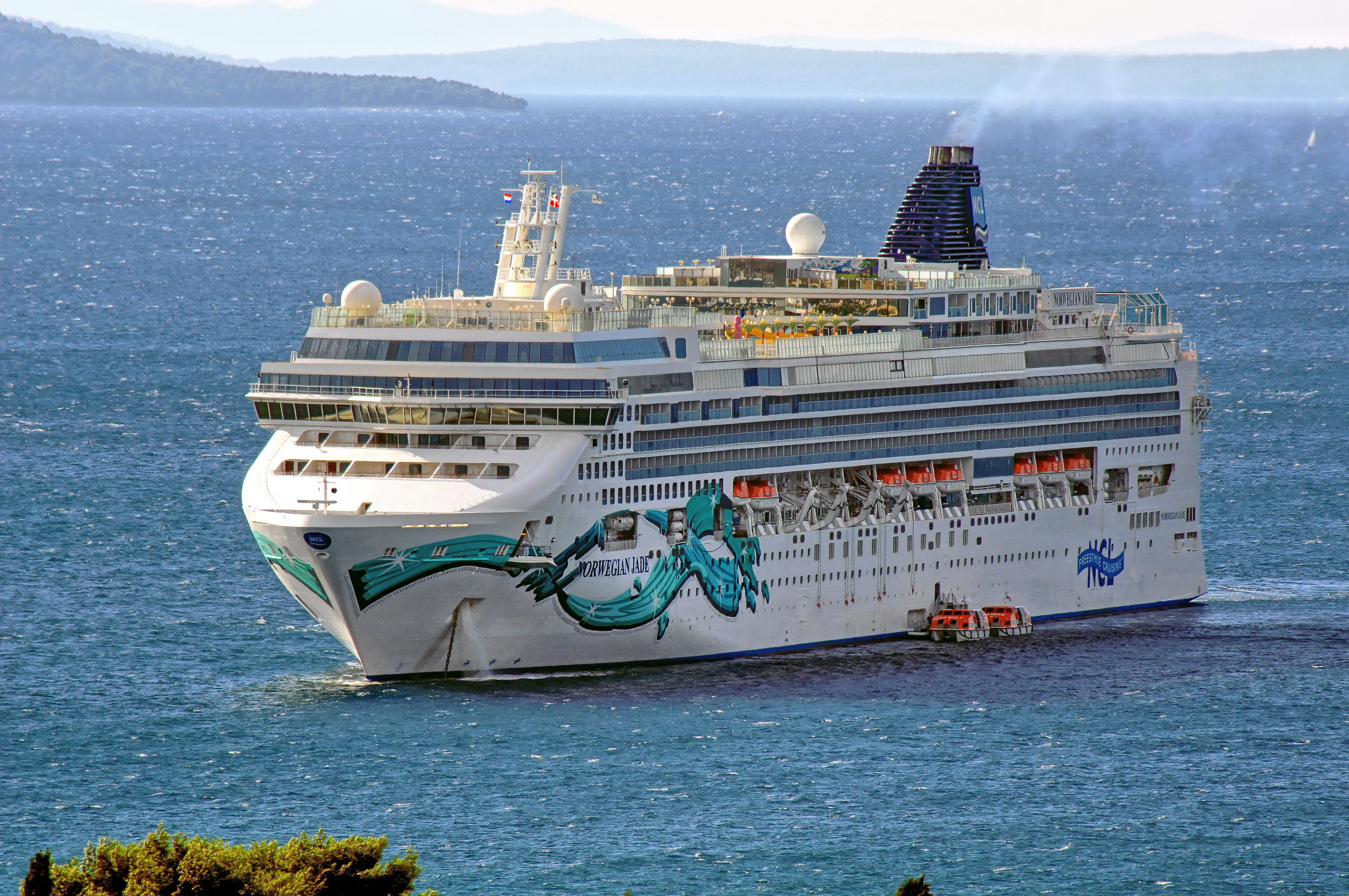